# Kocie historie
Kocie historie – opowiadania dla dzieci napisane przez Tomasza Trojanowskiego, które doczekały się dwóch kontynuacji: Julka i koty, oraz Kocie historie: Nowe przygody. Książkę zilustrowała Monika Frątczak-Rodak.
Kocie historie otrzymały Nagrodę Literacką im. Kornela Makuszyńskiego.

## Postacie
- Duży – właściciel kotów: Hermana, Zofii i Gienia. Ma z nimi urwanie głowy.
- Herman – czarny kot, jest u Dużego od narodzin. Trochę tępy i pulchny.
- Zofia – bardzo wyrafinowana biało-czarna kotka, została przygarnięta przez Dużego.
- Gienio – mały rudy kotek, najniegrzeczniejszy ze wszystkich. Skory do psot.
- Julka – 5-letnia córeczka Dużego, pojawia się dopiero w drugiej części, jeszcze wielu rzeczy nie rozumie.
- Lula – żona Dużego, konsekwentna, lecz sprawiedliwa dla Julki, stara się jej wytłumaczyć niektóre rzeczy.
- Brodacz Bogdan – czarny pies, dla przyjaciół BB.
- Plamka i Łatka – króliki.
- Sąsiad – mieszka obok Dużego, często denerwowany przez Gienia.